# Rovte (Logatec)

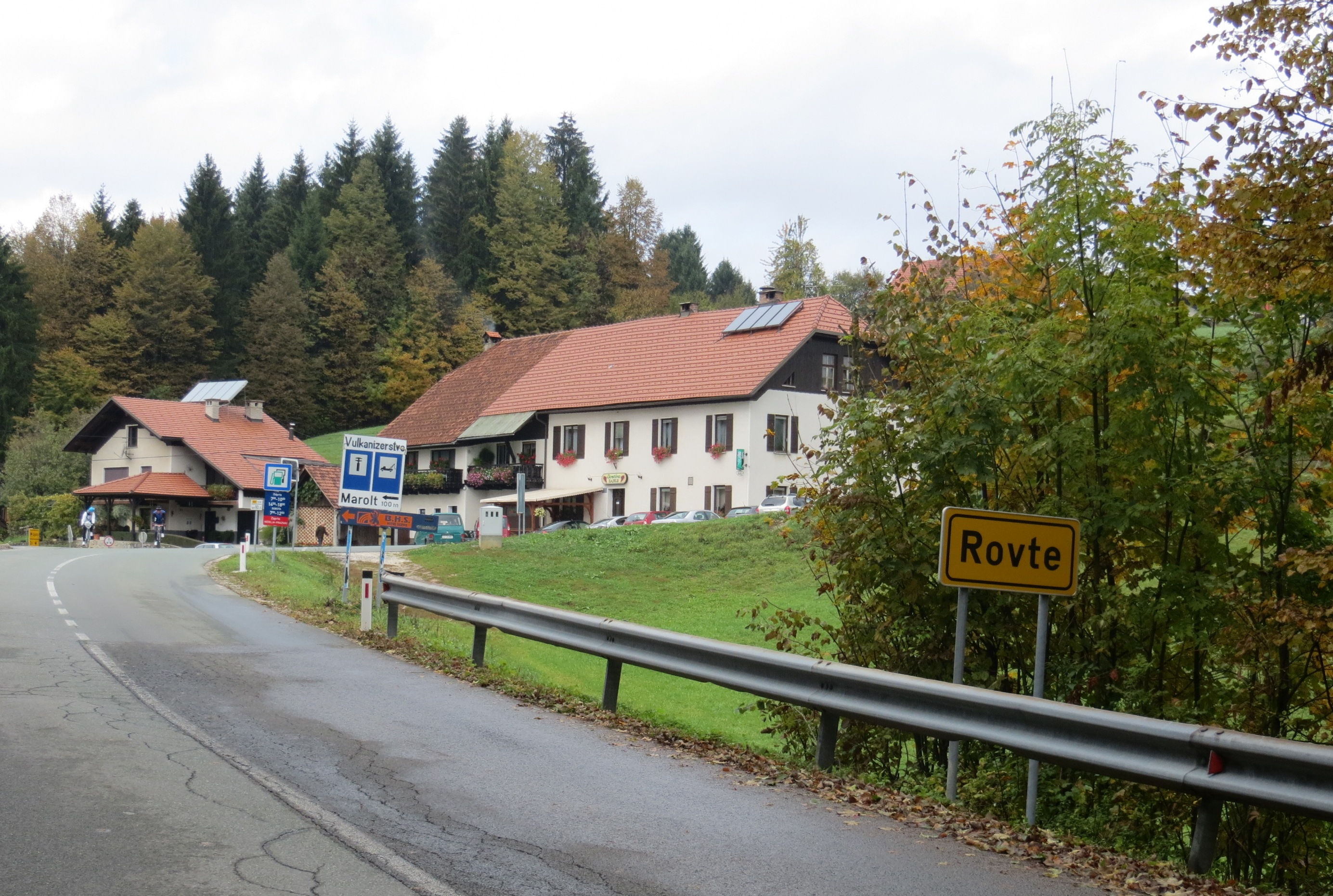

Rovte (deutsch: Gereuth) ist eine Siedlung im Norden der Gemeinde Logatec in der historischen Region Innerkrain in Slowenien.
Der Ort war namensgebend für das Hügelland von Rovte.